# Хосе Квіріно
Хосе Квіріно (ісп. José Quirino; 19 квітня 1968) — мексиканський професійний боксер, чемпіон світу за версією WBO (1992) в другій найлегшій вазі.

## Професіональна кар'єра
Дебютував на профірингу 1986 року. Впродовж 1986—1997 років провів 59 поєдинків.
22 лютого 1992 року вийшов на бій проти чемпіона світу за версією WBO у другій найлегшій вазі Хосе Руїс Матоса (Пуерто-Рико) й переміг одностайним рішенням суддів. 4 вересня 1992 року в першому захисті програв за очками Йонні Бредалю (Данія). Після цього до завершення кар'єри провів ще 19 боїв, в яких здобув лише чотири перемоги, програвши, зокрема, Джуніору Джонсону (США), Марку Джонсону (США), Майклу Карбахалу (США) та іншим.